# Jeanne Rogissart
Pour les articles homonymes, voir Rogissart.
Jeanne Marie Octavie Ghislaine Rogissart, née à Philippeville le 9 février 1885 et décédée à Ixelles le 29 mars 1947, est une philanthrope belge qui s'est consacrée à des œuvres sociales coloniales, à l’enseignement et à la culture. 

## Famille

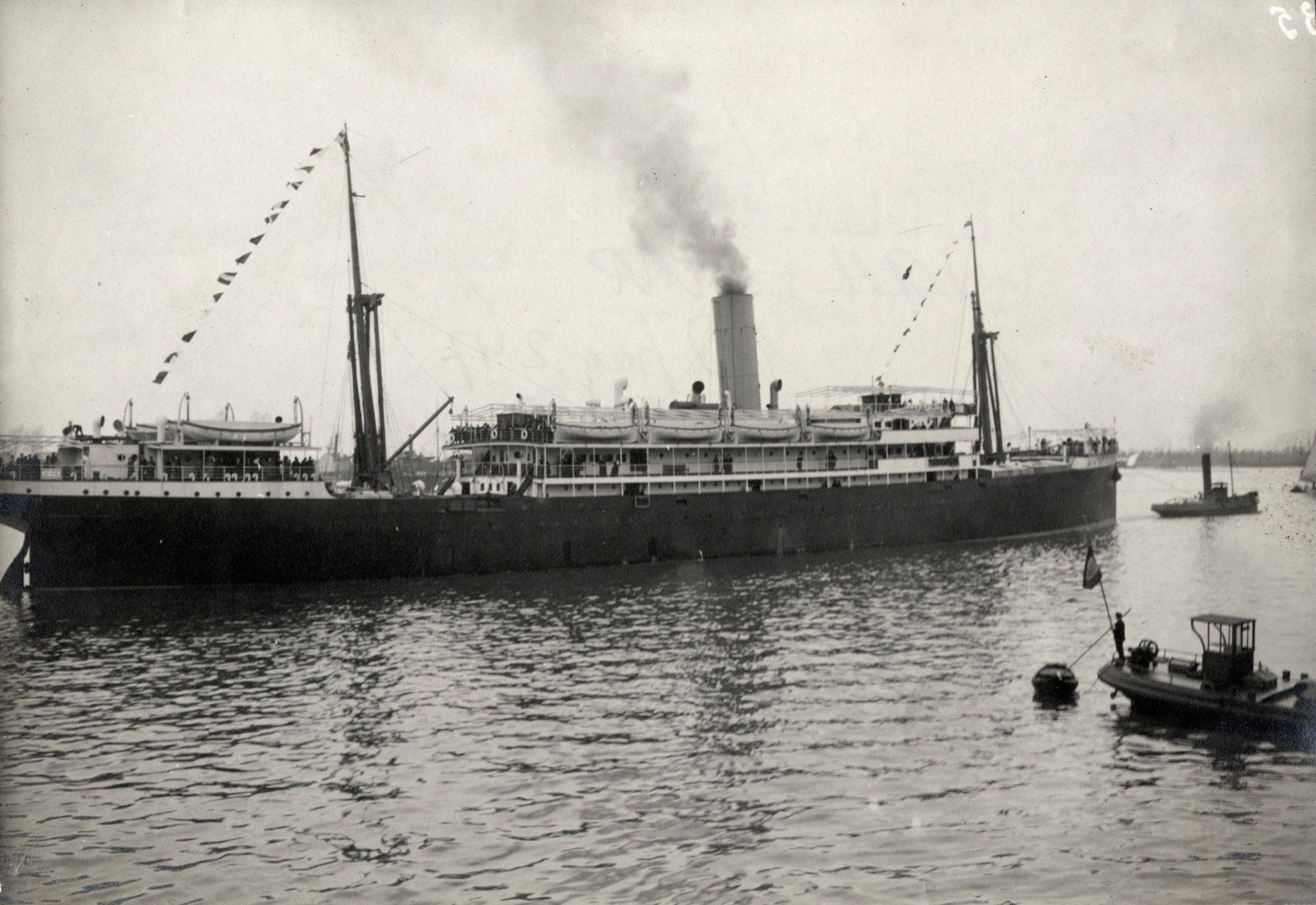
L'Élisabethville en 1911.

Fille du capitaine d'infanterie dans l'armée belge Numa Rogissart, et de son épouse Élise Dubois, Jeanne fait des études d'institutrice pour l'Enseignement primaire et les termine diplômée de l’École normale de l’État à Bruxelles. 
En 1911, à l'âge de 26 ans, elle épouse Louis Saroléa, de onze ans son ainé et qui a déjà passé plusieurs années au Congo, dans la Force publique, chargé
d'explorer l'hinterland, puis de pacifier et diriger des régions à population turbulente. Le couple embarque sur l'Élisabethville, de la Compagnie maritime belge, quelques mois plus tard car l'époux de 37 ans doit reprendre le commandement du District de l'Équateur. Ils séjournent à Coquilhatville. Jeanne et Louis gagnent ensuite Lusambo où nait leur fils Roger. 
En mars 1914, la famille rentre en Belgique que l'armée allemande va envahir à partir du 4 aout. Louis Saroléa, nommé capitaine-commandant aux Grenadiers, est blessé dès le début des hostilités et décède le 7 octobre à l'hôpital d'Anvers.
Les publications de Jeanne Rogissart, notamment dans le Bulletin de l'Union des femmes coloniales, sont alors signées Mme L. Saroléa.
Jeanne Rogissart épouse ensuite l'ethnologue et sociologue, professeur aux universités de Gand et d'Anvers, Georges Van der Kerken, qui s'intéresse aux peuples d'Afrique centrale comme les Mongo et les Ekonda, qui a été magistrat du Parquet au Katanga, province sud du Congo Belge, et commissaire général de la Province équatoriale, au nord-ouest. 
À partir de ce moment, elle signera ses écrits Mme Van der Kerken-Saroléa.

## Activités en faveur des métis
Dès la fin de la Première Guerre mondiale, Jeanne Saroléa-Rogissart s'intéresse « à tout ce qui peut, dans le monde colonial, avoir besoin d'un dévouement ». 
En 1926, elle fonde l'Œuvre de la Protection de la femme indigène (qui participera ensuite à la création de la Fondation Père Damien). 
À l'hiver 1931-32, Jeanne fait de plus partie du Conseil d'administration de la Ligue pour la protection de l'enfance noire (fondée, en 1912, par Félicie Dubois, épouse Vandenperre) 
En 1932, elle cofonde avec le sénateur, ancien bâtonnier et ancien ministre des Colonies Paul Crokaert une nouvelle œuvre : l'« Association pour la Protection des Mulâtres » ; il en est le président, elle la vice-présidente et ils le resteront jusqu'en 1945. Cela se fait avec l'appui du théologien sociologue et voyageur Pierre Charles, d'Édouard De Jonghe, directeur général au Ministère des Colonies, professeur à l'Université catholique de Louvain et secrétaire général de l'Institut royal colonial belge, et de Berthe de Lalieux de la Rocq, secrétaire générale des Œuvres sociales féminines chrétiennes et présidente de l'École catholique du service social.
Leur travail doit traiter des phénomènes de miscégénation, de leurs conséquences sociales et des mesures de droit civil à prendre.
Le conseil d'administration de cette œuvre devient le Comité exécutif d'un Congrès international pour l'étude des problèmes résultant du mélange des races, lors d'une séance organisée en octobre 1935 dans l'un des palais de l'Exposition universelle où Jeanne Rogissart présente un rapport sur la situation des métis en Belgique. À la suite de ce congrès, une Commission de juristes et d'hommes d'œuvres est constituée par le ministre des Colonies pour étudier les problèmes évoqués, mais elle ne se réunit qu'une seule fois sans obtenir aucune mesure législative ou administrative utile, un fait que Jeanne Rogissart soulignera dans son intervention à la Ve session du Congrès colonial de 1940 – la nouvelle Commission ministérielle, décidée par le ministre des Colonies Robert Godding, ne fera pas mieux en 1948.
En juin 1938, l'Œuvre de la Protection des Mulâtres a organisé, au bénéfice de ses protégés, une autre manifestation publique en faveur de ses positions doctrinales dans la grande salle des conférences de l'Union coloniale belge, rue de Stassart, y donnant notamment la parole à la poétesse belge d'origine africaine Nele Marian, que Jeanne Rogissart soutient, et au magistrat et écrivain Joseph-Marie Jadot.
Cette œuvre va devenir, en 1966, l'« Association pour la Promotion des Mulâtres » ; connue sous le sigle APPM, elle sera subventionnée par l'État jusqu'en 1771, année où il considérera « que, 10 ans après les indépendances, les métis étaient dorénavant des « citoyens comme les autres Belges et n’avaient donc plus besoin de protection spéciale ». Les enfants métis dépendant de l’APPM furent à partir de cette date pris en charge par les CPAS de leur lieu de résidence. ». Les Archives de l'État conservent une centaine des dossiers généraux et 995 dossiers individuels que l'APPM a établis entre 1932 et 1988, année de sa dissolution.
Au XXIe siècle, le nom de Jeanne Rogissart est largement ignoré du grand public. Il peut resurgir précisément grâce à ces documents précieusement conservés car ils alimentent la base de données qui rassemble les parcours individuels, familiaux et collectifs des métis belges pour lesquels l'État belge reconnait officiellement, à partir de 2018, la ségrégation dont ils ont été victimes en ordonnant la reconstitution de leur histoire individuelle et collective.

## Activités en faveur des femmes, métisses ou coloniales
Enseignante de formation, Jeanne Rogissart s'attache particulièrement à la formation des femmes et particulièrement à celle des Congolaises. 
En 1922, elle présente un exposé sur « La femme noire et nous » devant la Ligue belge du droit des femmes. 
L'Œuvre de la Protection de la femme indigène qu'elle crée en 1926, s'attache à l’éducation des futures épouses comme à « la prévention des dangers moraux qui guettent les femmes arrachées au milieu coutumier. Jeanne Rogissart réclame notamment l’interdiction des maisons de tolérance dans la Colonie, signalant en 1928 que le plus grand camp militaire de Léopoldville compte 21.500 hommes pour 5.000 femmes, dont seules 358 vivent en ménage régulier ».
En 1927, elle publie une étude sur « L’éducation et l’instruction de la femme indigène » ; elle y traite non seulement de l'importance de l'instruction et de l'éducation de la femme noire en Afrique belge mais aussi de ce qui a été réalisé dans ce domaine tant au Congo belge et au Ruanda-Urundi que dans les Indes orientales néerlandaises, dans les colonies britanniques des Indes et de l'Ouganda, en Afrique-Occidentale française et à Madagascar. Elle y propose des améliorations quant aux programmes, à la langue d'enseignement, au recrutement des enseignantes et de leurs élèves, etc.
En 1935, son rapport au Comité permanent du Congrès colonial national traite de « La question du perfectionnement matériel et moral de la femme indigène » ; en 1940 il concernera « Les œuvres sociales et humanitaires au Congo belge ».
Quant aux femmes blanches, son expérience d'épouse de colon l'incite à donner des cours à celles qui vont rejoindre la colonie belge ; elle le fait dans le cadre des sessions de formation sociale coloniale organisées à Bruxelles par l'Union des femmes coloniales (UFM) dont elle est proche, ainsi qu’à l’École de médecine tropicale.
On notera son article « La femme blanche sous le soleil d'Afrique » en 1936.

## Autre activité
Jeanne Rogissart a aussi été membre, vice-présidente, puis présidente du comité de l’Association des écrivains coloniaux belges (AECB) fondée par l'arlonnais Léopold Lejeune. Cette association deviendra en 1935 l’Association des écrivains et artistes coloniaux belges (AEACB) puis, en 1959, l’Association des écrivains et artistes africanistes (AEAA).

## Publications
Outre celles indiquées dans le corps de cette page : 
- « Soyons raisonnables ! » in Bulletin de l'Union des femmes coloniales belges, mars 1924 ;
- « L'Instruction et l'Éducation de la Femme indigène », Bruxelles, L’Essor colonial et maritime, 1927, 32 pages ;
- « Une initiative heureuse de l’œuvre de protection de la femme indigène », in L’Essor colonial et maritime, 11 aout 1927 ;
- Rapport présenté devant l’assemblée générale de l’œuvre de protection de la femme indigène, in L’Essor colonial et maritime, 22 décembre 1927 ;
- « La femme indigène à Kinshasa », in L’Horizon colonial, 25 février 1928 ;
- « La protection de l'Enfance indigène », in Revue internationale de l'Enfant, mai-juin 1929 ;
- Rapport de madame Saroléa sur la question du perfectionnement matériel et moral de la femme indigène adressé au Comité permanent du Conseil colonial national, 1935, archives africaines (aa), Bruxelles, Fonds Affaires indigènes, dossier AI 1394 ;
- « Les Métis en Belgique », in Compte rendu du Congrès international pour l'étude des problèmes résultant du mélange des Races, Bruxelles, Exposition 1935, 76-91 ;
- « Les œuvres sociales et humanitaires au Congo belge », in Rapports du Congrès colonial national, Ve Session, Bruxelles, 1940, 60 pages sous le n° 15.

## Hommage
- Chevalier de l'Ordre royal du Lion
- Chevalier de l'Ordre de Léopold II